# Bembidion albovirens
Bembidion albovirens es una especie de escarabajo del género Bembidion, categorizada en la tribu Bembidiini, de la subfamilia Trechinae.

## Distribución
Se distribuye por Australia.

## Taxonomía
Fue descrita por Sloane en 1903.